# Nîzki Țevelîci, Lokaci
Nîzki Țevelîci (în ucraineană Низькі Цевеличі) este un sat în comuna Dorohînîci din raionul Lokaci, regiunea Volînia, Ucraina.

## Demografie
Componența lingvistică a localității Nîzki Țevelîci
     Ucraineană (100%)
Conform recensământului din 2001, toată populația localității Nîzki Țevelîci era vorbitoare de ucraineană (100%).